# 旭川送信所

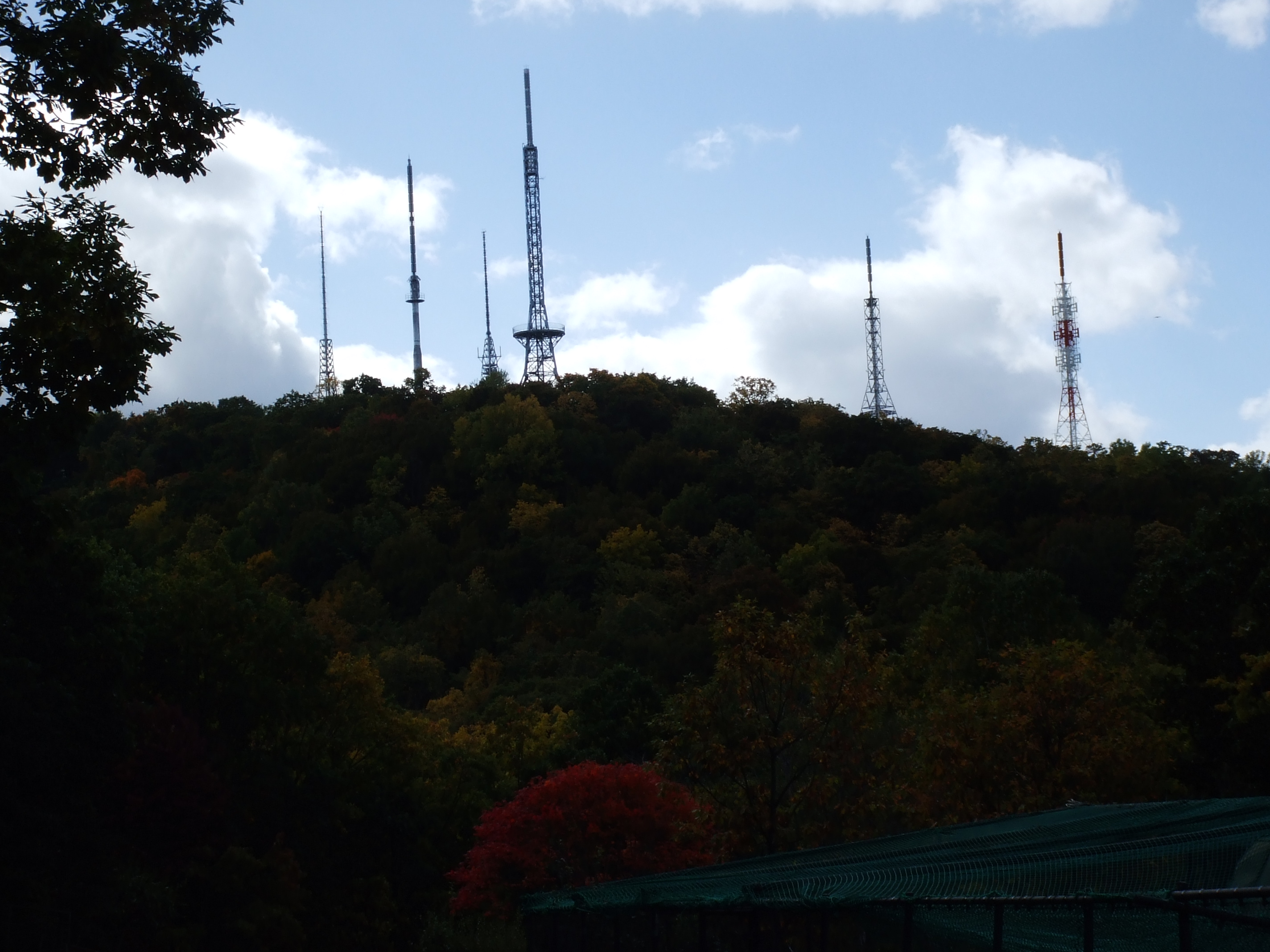
旭山動物園から見た旭山送信塔

旭川送信所（あさひかわそうしんじょ）は北海道旭川市の旭山にあるテレビ・ラジオの送信所である。

## 送信施設
- 旭川テレビ・FM放送所は、HBC・STV東旭川テレビ・ラジオ放送所（アナログテレビ・AMラジオ）や、旭川市豊岡にあるNHK旭川放送局のAMラジオ送信所とともに、道北圏の上川・留萌・宗谷および深川市以北の北空知地方の基幹送信所として位置づけられている。
- アナログUHF・デジタルテレビ・民放FMは札幌放送局を親局とする同一の放送系統の範疇における中継局として扱われる。NHK旭川放送局はコールサインがあるので旭川放送局の親局となっている。また、民放デジタルテレビ放送は全社が中継局の扱いであり、コールサインは無い。
- 偏波面は、すべて水平偏波となっている。
- なお、本項では、受信障害対策中継放送としてギャップフィラーを用いり、旭川デジタルテレビ送信所・中継局と同じ物理チャンネルで送信される「美瑛町デジタルテレビSHV」についても併せて記述する。

### 地上デジタルテレビ放送送信設備

#### 旭川送信所・中継局
| リモコン キーID | 放送局名             | 呼出符号 | 物理 チャンネル | 空中線 電力 | ERP    | 放送対象地域                         | 放送区域 内世帯数 | 開局日         |
| --------------- | -------------------- | -------- | --------------- | ----------- | ------ | ------------------------------------ | ----------------- | -------------- |
| 1               | HBC 北海道放送       | なし     | 19              | 1kW         | 9.8kW  | 北海道                               | 約16万3,600世帯   | 2007年 10月1日 |
| 2               | NHK 旭川教育         | JOCC-DTV | 13              | 1kW         | 9.5kW  | 全国                                 | 約16万3,600世帯   | 2007年 10月1日 |
| 3               | NHK 旭川総合         | JOCG-DTV | 15              | 1kW         | 9.8kW  | 道北圏 （上川・留萌・ 宗谷・北空知） | 約16万3,600世帯   | 2007年 10月1日 |
| 5               | STV 札幌テレビ放送   | なし     | 23              | 1kW         | 9.3kW  | 北海道                               | 約16万3,600世帯   | 2007年 10月1日 |
| 6               | HTB 北海道テレビ放送 | なし     | 14              | 1kW         | 9.5kW  | 北海道                               | 約16万3,600世帯   | 2007年 10月1日 |
| 7               | TVh テレビ北海道     | なし     | 21              | 1kW         | 13.5kW | 北海道                               | 約16万3,600世帯   | 2007年 10月1日 |
| 8               | UHB 北海道文化放送   | なし     | 25              | 1kW         | 9.5kW  | 北海道                               | 約16万3,600世帯   | 2007年 10月1日 |

- 2007年5月23日に予備免許交付、8月6日から試験放送開始、9月26日に本免許交付。
- 物理チャンネルは札幌送信所とまったく同じだが、STV、HTB、TVhの物理チャンネル番号が入れ替わっている。
- TVhデジタル放送のERPは開始当初は13kWだった。

#### 美瑛町デジタルテレビSHV
| リモコン キーID | 放送局名             | 物理 チャンネル | 空中線 電力 | ERP  | 放送対象地域                         | 放送区域 内世帯数 | 開局日          | 免許人                    |
| --------------- | -------------------- | --------------- | ----------- | ---- | ------------------------------------ | ----------------- | --------------- | ------------------------- |
| 1               | HBC 北海道放送       | 19              | 10mW        | 30mW | 北海道                               | 259世帯           | 2008年 12月11日 | 美瑛町 デジタルテレビ SHV |
| 2               | NHK 旭川教育         | 13              | 10mW        | 30mW | 全国                                 | 259世帯           | 2008年 12月11日 | 美瑛町 デジタルテレビ SHV |
| 3               | NHK 旭川総合         | 15              | 10mW        | 30mW | 道北圏 （上川・留萌・ 宗谷・北空知） | 259世帯           | 2008年 12月11日 | 美瑛町 デジタルテレビ SHV |
| 5               | STV 札幌テレビ放送   | 23              | 10mW        | 30mW | 北海道                               | 259世帯           | 2008年 12月11日 | 美瑛町 デジタルテレビ SHV |
| 6               | HTB 北海道テレビ放送 | 14              | 10mW        | 30mW | 北海道                               | 259世帯           | 2008年 12月11日 | 美瑛町 デジタルテレビ SHV |
| 7               | TVh テレビ北海道     | 21              | 10mW        | 30mW | 北海道                               | 259世帯           | 2008年 12月11日 | 美瑛町 デジタルテレビ SHV |
| 8               | UHB 北海道文化放送   | 25              | 10mW        | 30mW | 北海道                               | 259世帯           | 2008年 12月11日 | 美瑛町 デジタルテレビ SHV |

- 全国で最初のギャップフィラーを用いた受信障害対策中継放送の中継局である。

### 地上アナログテレビ放送送信設備
| チャンネル | 放送局名             | 呼出符号 | 空中線 電力         | ERP                  | 放送対象地域                         | 放送区域 内世帯数 | 開局日          |
| ---------- | -------------------- | -------- | ------------------- | -------------------- | ------------------------------------ | ----------------- | --------------- |
| 2          | NHK 旭川教育         | JOCC-TV  | 映像1kW/ 音声250W   | 映像6.9kW/ 音声1.7kW | 全国放送                             | 不明              | 1960年 11月1日  |
| 9          | NHK 旭川総合         | JOCG-TV  | 映像1kW/ 音声250W   | 映像12kW/ 音声3kW    | 道北圏 （上川・留萌・ 宗谷・北空知） | 不明              | 1958年 12月28日 |
| 33         | TVh テレビ北海道     | なし     | 映像10kW/ 音声2.5kW | 映像125kW/ 音声31kW  | 北海道                               | 不明              | 1991年 9月21日  |
| 37         | UHB 北海道文化放送   | なし     | 映像10kW/ 音声2.5kW | 映像115kW/ 音声29kW  | 北海道                               | 不明              | 1972年 4月1日   |
| 39         | HTB 北海道テレビ放送 | なし     | 映像10kW/ 音声2.5kW | 映像140kW/ 音声35kW  | 北海道                               | 不明              | 1968年 12月24日 |

- すべて、全局2011年7月24日廃局をもって廃止された。

### FMラジオ放送
※ここでは、便宜上コミュニティFM局の旭川シティネットワーク（FMりべーる）の送信所も同時記載する（送信所は旭川市5条19丁目のマンション「エンドレス519」屋上にある。以前はJR北海道旭川駅構内（HBC旭川放送局局舎内）にあったが、高架駅開業に伴う駅舎解体に伴い送信所を移設。）。
| 周波数 （MHz） | 放送局名   | 呼出符号   | 空中線 電力 | ERP   | 放送対象地域                         | 放送区域 内世帯数 | 開局日                                |
| -------------- | ---------- | ---------- | ----------- | ----- | ------------------------------------ | ----------------- | ------------------------------------- |
| 76.4           | AIR-G'     | なし       | 500W        | 1.7kW | 北海道                               | 不明              | 1982年 9月15日                        |
| 79.8           | NORTH WAVE | なし       | 500W        | 1.7kW | 北海道                               | 不明              | 1993年 8月1日                         |
| 83.7           | FMりべーる | JOZZ1AB-FM | 20W         | 15.5W | 旭川市                               | 約19万世帯        | 1993年 12月23日                       |
| 85.8           | NHK旭川FM  | JOCG-FM    | 500W        | 2.9kW | 道北圏 （上川・留萌・ 宗谷・北空知） | 不明              | 1964年 6月25日 （実用化試験局として） |

※FMりべーるには減力放送に相当する予備の送信設備が当送信所内にあり、出力10W（ERP・7.8W）で送信される。

### マルチメディア放送
| 周波数 （MHz） | 放送局名      | 空中線 電力 | ERP  | 放送区域 | 放送区域 内世帯数 | 運用開始日      | サービス 終了日 |
| -------------- | ------------- | ----------- | ---- | --- | ----------------- | --------------- | --------------- |
| 214.714286     | Jモバ 旭川MMH | 7.5kW       | 37kW | 旭川市、士別市、富良野市の各一部、鷹栖町、 東神楽町、当麻町、比布町、愛別町の全域、 上川町の一部、東川町、美瑛町の全域、上富良野町、 中富良野町、和寒町、剣淵町の各一部 | 約18万世帯        | 2012年 12月14日 | 2016年 6月30日  |

- 2012年9月25日に札幌送信所とともに予備免許が交付され[6][7]、10月15日に試験電波の発射を開始[8]。12月13日に本免許が交付され[3]、12月14日に本放送を開始した[3]。

### 送信所について
- AMラジオ放送の送信所は、NHK旭川放送局が旭川市豊岡に、HBCとSTVがアナログテレビと同様、旭川市東旭川町市街地にある。
- 旭山にある送信所の建物の配置場所は東からTVh（デジタルテレビ）、HBC/STV/HTB/UHB（デジタルテレビ）、NHK（デジタルテレビ・FM）、旧HTBアナログテレビ、AIR-G'/FMノースウェーブ/NOTTV（民放FM・マルチメディア放送送信所。旧UHBアナログテレビ送信所）の順に並んでいる。
- HBCとSTVのアナログテレビ送信所については、諸事情から旭山には設置されておらず、東旭川町市街地にAMラジオと一体型になった送信所が設置されている（現在はAMラジオ単独の送信所となっている。詳細はHBC・STV東旭川テレビ・ラジオ放送所を参照）。

地上デジタルテレビ送信所に関してはUHF波のため、両局ともHTB・UHBと共同使用の形で旭山に設置され、デジタルテレビ放送は既存施設を継続使用するNHK、TVhも含め、すべての局が旭山に集約された。これにより、アナログでは設置できなかったHBCとSTVもデジタルテレビで旭山への設置が実現し、UHFのアナログ・デジタルテレビ放送受信はUHF受信アンテナ1本（特殊な場合を除く）で済むようになっている。FMラジオの送信所も旭山に集約されている。
このため、HTBのアナログ送信所のみ2011年7月24日の停波をもって運用を終えたが、2012年10月時点ではUHF送信アンテナのみ撤去されており、鉄塔と送信局舎は現在も残っている。
- デジタルテレビ放送の送信所について

NHK旭川とTVhは単独でアナログテレビ放送を行っていた既存施設を活用。ほかの民放各局は共同で送信所をNHKテレビ・FM放送の送信所隣に新設。
鉄塔・送信アンテナはTVhが自社の既存施設（1991年9月開局時のもの）をそのまま使用。ほかの民放はNHKテレビ・FM送信所と民放各局共同送信所の中間に新設された鉄塔からNHKともども送信。なおその送信アンテナはNHK旭川放送局使用分（2チャンネル分）とTVh以外の民放各局共同使用分（4チャンネル分）の2つに分かれる。
- NHKの送信アンテナ・鉄塔は2つに分かれており、1つは前述のとおり、TVhを除く民放各局と共同使用のデジタルテレビ放送用として（但し、UHF送信アンテナはNHK用と民放用で分かれる）。1つはNHK-FM放送単独の送信用としてそれぞれ用いている。デジタル完全移行前は3つに分かれ、TVhを除く民放各局と共同使用のデジタルテレビ放送用、アナログ総合テレビの送信用（NHK送信局舎の上）、アナログ教育テレビとFM放送共用の送信用としてそれぞれ用いていた。このうち、NHK送信局舎の上にあったアナログ総合テレビの送信用アンテナ（2000年7月に交換）は2012年6月下旬までに撤去され、現在はSTL受信アンテナと鉄塔部分が残っている。なお、アナログ教育テレビとFM放送共用の送信用アンテナはそのままFM放送単独の送信用アンテナとして運用を継続している。NHK局舎外壁にあるロゴマークは1962年からのものを長らく使用していたが2011年頃の外壁塗装の際に1995年から使用している現行のロゴマークに変更された。
- TVhはアナログ放送時代、旭川送信所独自のカラーバーが存在していた（画面右上に「TVh旭川(改行)試験電波発射中」と表示されていた）。これは開局前に行なわれた1991年8月の試験電波発射に用いられ、開局後は不定期で放送休止中の試験電波発射に使用された程度でめったに見ることはできなかった。
- 旧・UHBアナログ送信所には民放FM2社およびNOTTVの送信設備が併設されている。

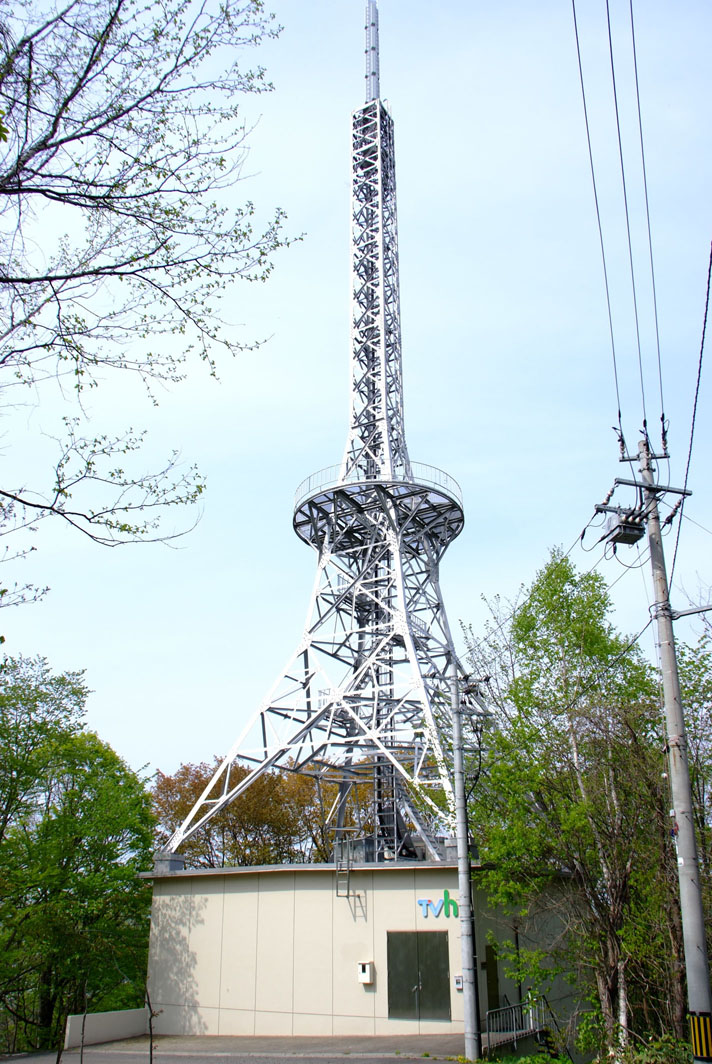
TVh
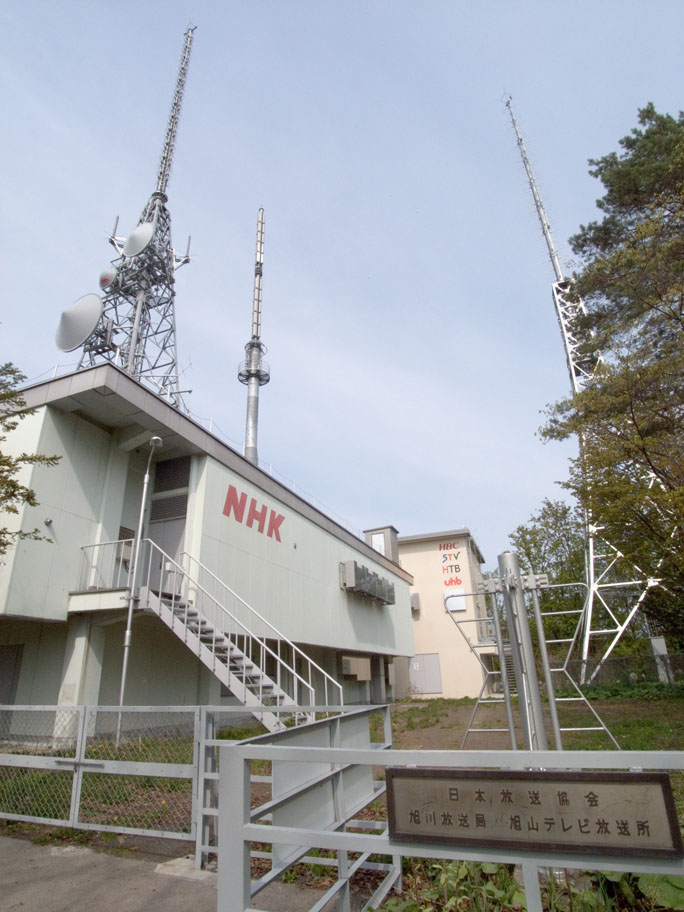
NHK（アナログ・デジタル・FM）とHBC/STV/HTB/UHB（デジタル）
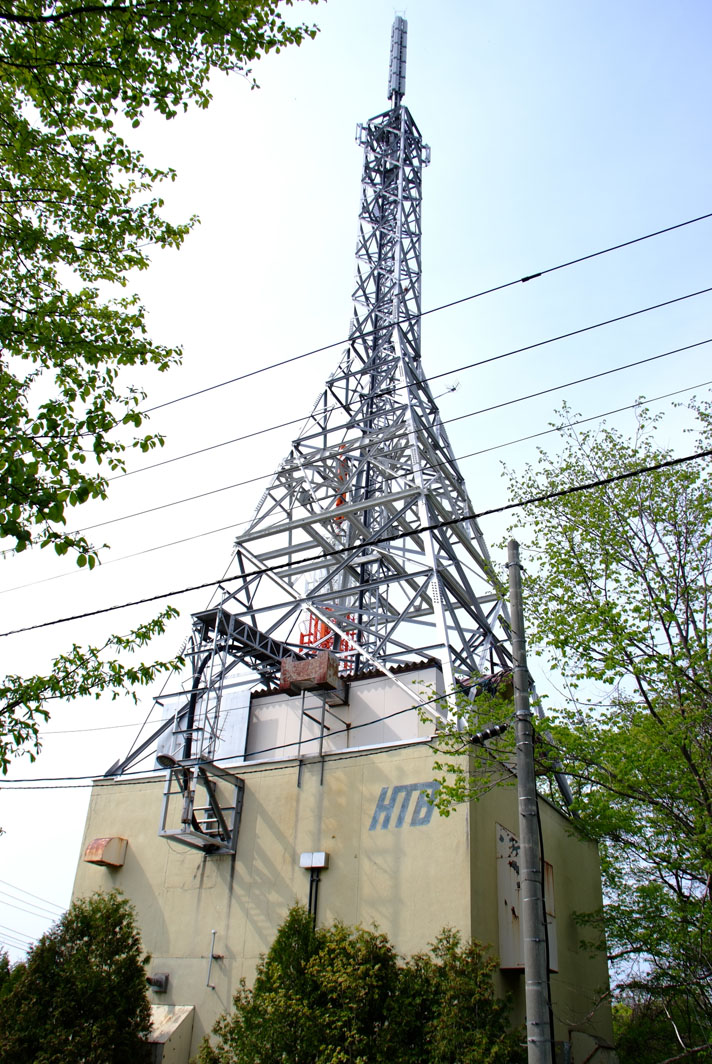
HTB（アナログ）
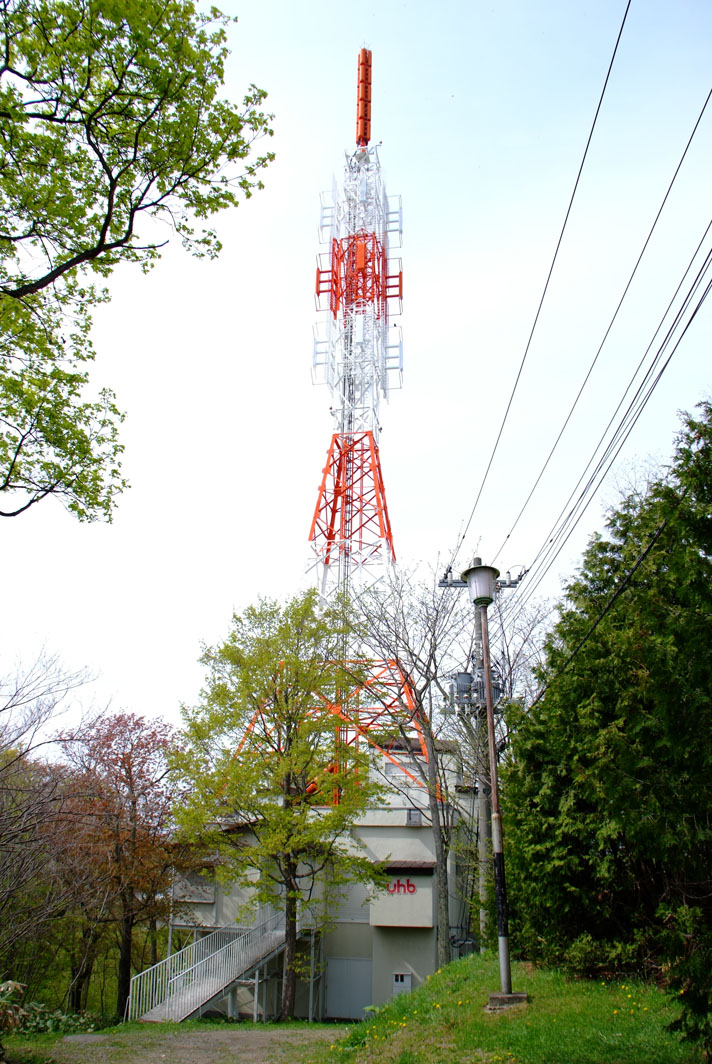
UHB（アナログ）/AIR-G'/FMノースウェーブ
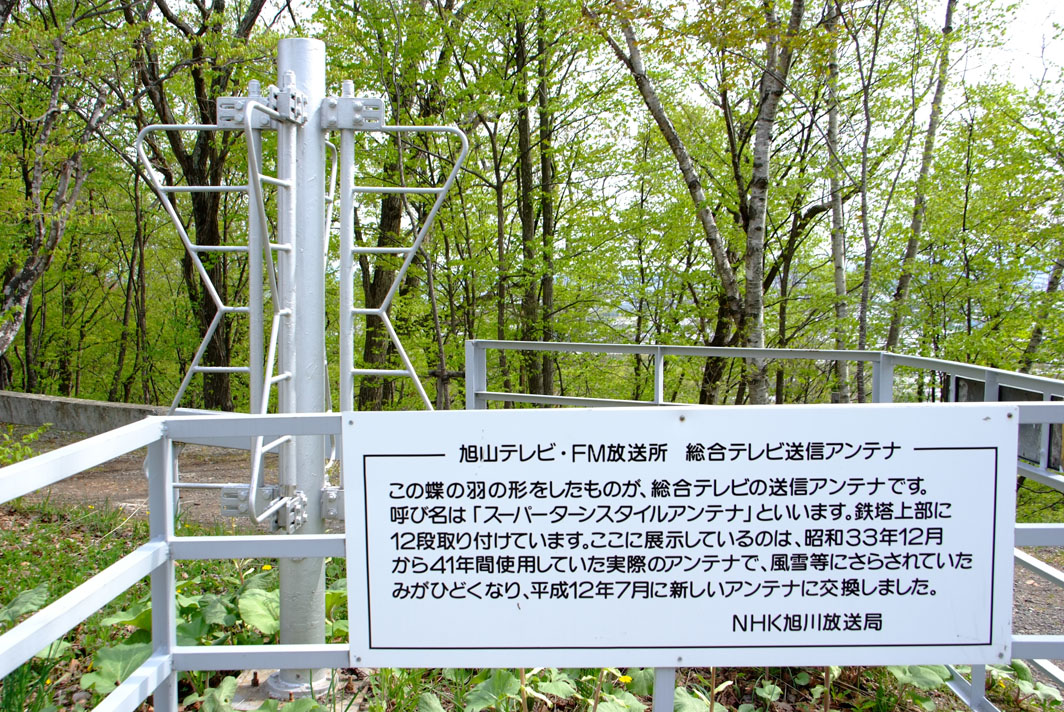
スーパーターンスタイルアンテナ（NHK総合テレビ）

### 放送エリア
- 上川中部の旭川市（神居町の一部は旭川台場中継局と深川中継局のエリア）と上川郡の全域。

### 備考
- デジタルテレビ放送の試験電波は2007年8月6日より発射され、映像・音声信号を付加した試験放送は9月7日より開始された。
- 東旭川町市街地にあるHBC・STVの送信所を含め、アナログテレビは民放各局は音声多重放送非実施（NHK旭川放送局は実施）。字幕放送・アナログデータ放送は利用できるが、特殊な機器でないと楽しめなかった。デジタルテレビは字幕放送・データ放送を利用できるほか、民放の音声多重放送も楽しめる。
- UHBアナログテレビ、AIR-G'、FMノースウェーブ、NOTTVは札幌局と同じ年月日に同時開局している。